# Chromis atrilobata
 Chromis atrilobata és una espècie de peix de la família dels pomacèntrids i de l'ordre dels perciformes.

## Morfologia
Els mascles poden assolir els 13 cm de longitud total.

## Distribució geogràfica
Es troba des del nord del Golf de Califòrnia fins al nord del Perú, incloent-hi les Illes Galápagos.